# Jahiren Noriega
Jahiren Elizabeth Noriega Donoso (n. 1997) es una política, activista y socióloga ecuatoriana. Ejerce como asambleísta nacional por Pichincha, desde noviembre de 2023; ocupando este cargo anteriormente, entre septiembre de 2022 y mayo de 2023.
Noriega es además militante feminista y durante su paso por la Asamblea Nacional ha trabajado en políticas en favor de los jóvenes, las mujeres y las personas pertenecientes a la diversidad sexual.

## Biografía
Realizó su educación secundaria en el Colegio Municipal Sebastián de Benalcázar, donde en noviembre de 2014 fue elegida presidenta del consejo estudiantil. No obstante, las autoridades del plantel intentaron impedir que se posesionara en el puesto bajo el argumento que no se había contado con un reglamento de elecciones. Debido a ello, Noriega presentó una acción de protección en contra de la institución, que fue fallada a su favor. Noriega fue finalmente posesionada el 3 de febrero de 2015 y el Ministerio de Educación sancionó al rector del plantel por su accionar en la disputa.
Cursó sus estudios superiores en la Universidad Central de Ecuador, donde obtuvo el título de socióloga. Durante esta época se involucró en la política, como opositora a las rebajas al presupuesto en educación anunciadas por el presidente Lenín Moreno en 2018. Antes de ingresar a la política, ocupó cargos como analista ambiental y locutora de la emisora Radio Pública, además de conductora del programa «Frente Radiosa», de Radio Pichincha.

### Vida política
En las elecciones legislativas de 2021 fue elegida asambleísta alterna de Pabel Muñoz en representación de Pichincha por la coalición Unión por la Esperanza, con lo que se convirtió en una de las pocas políticas abiertamente LGBT en ser elegidas a cargos de elección popular en el país, dado que Noriega es bisexual. Durante su tiempo como suplente, fue la asambleísta alterna con más intervenciones en el pleno. El 12 de septiembre de 2022, Muñoz renunció a su puesto para participar en las elecciones seccionales de 2023, por lo que Noriega asumió el cargo de asambleísta principal. Con esto, se convirtió en la asambleísta más joven de ese periodo del legislativo.

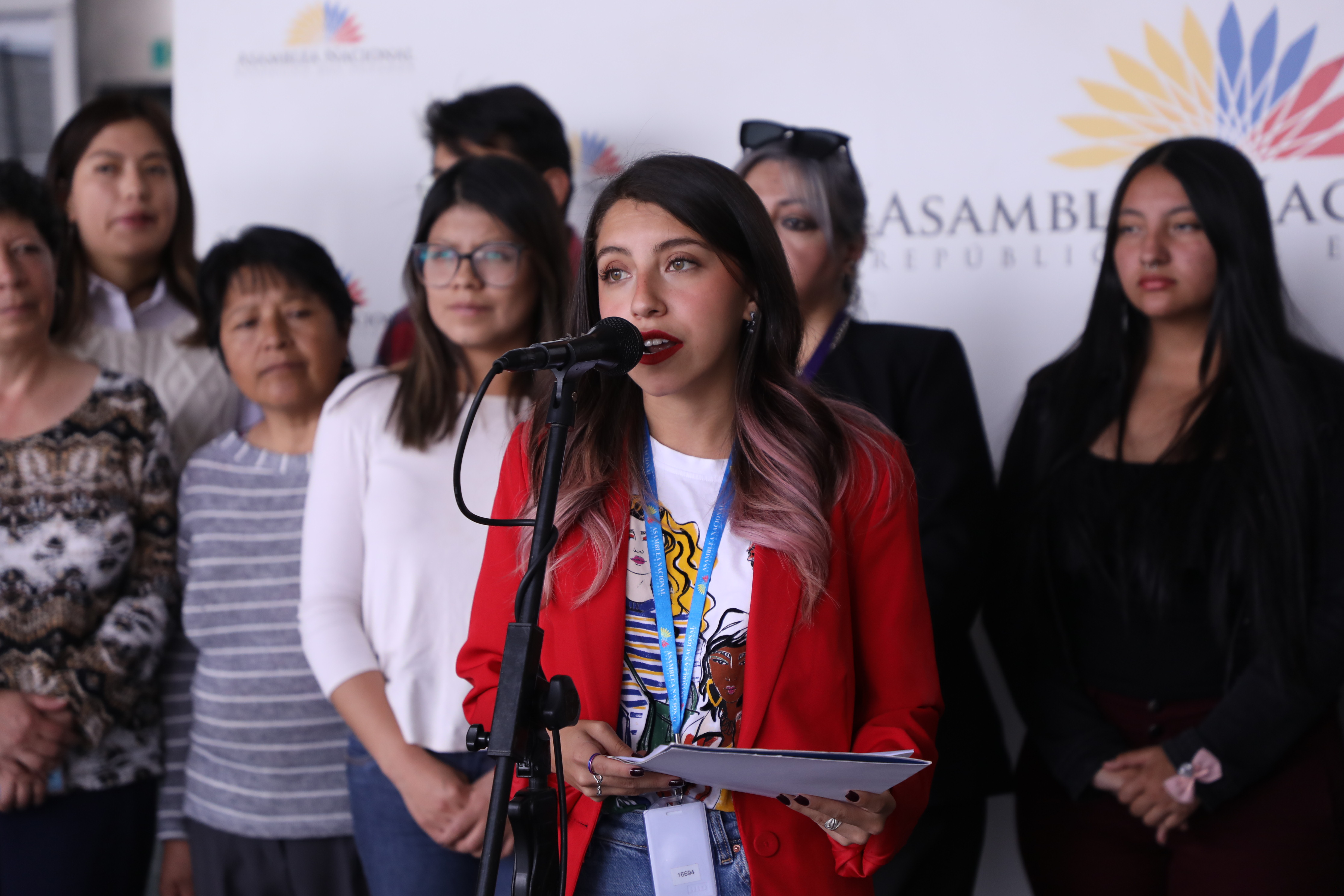
Jahiren Noriega en 2023, durante una rueda de prensa en la Asamblea.

Tras la disolución de la Asamblea Nacional a causa de la crisis política en Ecuador de 2023, Noriega participó en las elecciones legislativas de ese año y fue electa asambleísta principal en representación de Pichincha por el movimiento Revolución Ciudadana. Una vez iniciado el periodo, pasó a formar parte de la comisión de educación de la Asamblea.
Entre los proyectos de ley que presentó se cuenta la Ley de Alivio Económico para Jóvenes Afectados con Procedimientos Coactivos por Créditos Educativos, Becas y Asistencias Financieras, que tenía como objetivo refinanciar los pagos de jóvenes deudores de préstamos educativos y condonar los intereses.